# Самуель Джонс
Самуель Саймінгтон Джонс (англ. Samuel Symington Jones; нар. 16 січня 1880 — пом. 13 квітня 1954) — американський легкоатлет, який спеціалізувався в стрибках у висоту, потрійному стрибку та бігу на 110 метрів з бар'єрами.

## Із життєпису
Олімпійський чемпіон зі стрибків у висоту (1904). На Іграх-1904 також брав участь у змаганнях з потрійного стрибку, де посів 7 місце, та з перетягування канату, де у складі команди Нью-Йоркського легкоатлетичного клубу посів 4-е місце.
Триразовий чемпіон США зі стрибків у висоту (1901, 1903, 1904). Бронзовий призер чемпіонату США з бігу на 110 метрів з бар'єрами (1903).
По завершенні спортивної кар'єри працював інженером-будівельником і вчителем.